# マシュー・ロングスタッフ
マシュー・ベン・ロングスタッフ（Matthew Ben Longstaff, 2000年3月21日 - ）は、イングランド・サウス・ヨークシャー州ロザラム出身のプロサッカー選手。メジャーリーグサッカー・トロントFC所属。ポジションはMF。ショーン・ロングスタッフは実兄にあたる。

## 来歴
兄のショーンと同じくユース時代からニューカッスル・ユナイテッドFCで過ごし、2016年にU-18チームに昇格。更に2016-17シーズン中にU-23チームに昇格する。2019-20シーズンにトップチームに昇格。2019年8月28日のEFLカップのレスター・シティFC戦でトップチームデビュー。10月6日のプレミアリーグのマンチェスター・ユナイテッドFC戦で、先発で起用され、ショーンと共にセントラルMFでプレー。後半27分にリーグ戦初出場初ゴール決勝点を達成し、1-0の勝利に導いた。更に、12月27日のマンチェスター・ユナイテッド戦で先制点となるゴールを再び決めた。
2023年6月14日、2022-23シーズン限りでクラブを退団することが発表された。

## 家族
- 父のデイヴィッド・ロングスタッフは元アイスホッケー選手で、アイスホッケーイギリス代表でも活躍した。